# Kaal muurspoorbolletje
Het kaal muurspoorbolletje (Pleospora herbarum) is een schimmel uit de familie Pleosporaceae. Het komt saprotroof voor op kruidachtige plantendelen. Het is een plantenziekteverwekker die verschillende gastheren infecteert, waaronder alfalfa, appels, asperges, tomaten, citrusvruchten en kikkererwten.

## Verspreiding
Het heeft een kosmopolitische verspreiding en komt veel voor in gematigde en subtropische streken. In Nederland komt het kaal muurspoorbolletje matig algemeen voor.

## Taxonomie
De schimmel werd voor het eerst beschreven onder de naam Sphaeria herbarum door Christiaan Hendrik Persoon in 1801.